# Истмий
Истмий (др.-греч. Ίσθμιος) — в древнегреческой мифологии царь Мессении из рода Эпитидов, правивший в X веке до н. э. Сын Главка, установившего культ Махаона в Мессении. Истмий основал в Ферах святилище для сыновей Махаона, героев Горгаса и Никомаха. Его сын — Дотадас, построил порт в Мотоне.